# Cherie Currie
Cherie Currie (* 30. listopadu 1959, Encino, Los Angeles, Kalifornie, Spojené státy) je americká zpěvačka a herečka, v druhé polovině sedmdesátých let 20. století byla zpěvačkou skupiny The Runaways. Pak vystupovala se svojí sestrou (jednovaječným dvojčetem) Marií Currie, jejich největším hitem byla coververze písně Russe Ballarda „Since You Been Gone“. V roce 1984 složily a nahrály hudbu k filmu The Rosebud Beach Hotel. Cherie Currie zpívala také s Y&T, Ramones a Glennem Danzigem. 

## Mimohudební aktivity
V dětství účinkovala v televizních show My Three Sons a American Bandstand. Ztvárnila jednu z hlavních rolí v generačním dramatu Adriana Lynea Liščata (1980), hrála také ve filmech Parazit, Zóna soumraku a Bohatá dívka a v seriálech To je vražda, napsala a Matlock. Od roku 2002 se věnuje vyřezávání soch motorovou pilou a otevřela vlastní galerii.  Vydala autobiografii Neon Angel, v níž vzpomíná na své mládí v zábavním průmyslu, sexuální zneužívání a boj s drogovou závislostí. V hraném filmu o The Runaways ji představovala Dakota Fanningová. 
Jejím manželem byl herec Robert Hays. 

## Diskografie

### S The Runaways

#### Studiová alba
- 1976 – The Runaways
- 1977 – Queens of Noise

#### Koncertní alba
- 1977 – Live in Japan

### Sólová alba

#### Studiová alba
- 1978 – Beauty's Only Skin Deep
- 1980 – Messin' With The Boys (with Marie Currie)
- 1998 – Young and Wild
- 2015 – Reverie
- 2019 – The Motivator
- 2020 – Blvds of Splendor

#### Koncertní alba
- 2013 – Live in Los Angeles 8/30/13
- 2016 – Midnight Music in London